# Altenroda
Altenroda ist ein Ortsteil der Stadt Bad Bibra im Burgenlandkreis in Sachsen-Anhalt.

## Geografische Lage
Altenroda erstreckt sich in zwei zum Dissautal hinabziehenden Tälern und auf einem flachen Riedel.
Zur ehemaligen Gemeinde Altenroda gehörten neben dem Hauptort Altenroda die Ortsteile Wippach und Birkigt.

## Geschichte
Altenroda wurde erstmals am 30. Juni 1177 urkundlich erwähnt, als Bischof Ulrich von Halberstadt dem Kloster Roßleben den Besitz von 1½ Hufen in Aldenrothe bestätigte, die dem Bischof zuvor von Graf Ludwig von Wippra geschenkt worden waren. 1217 verleiht Bischof Engelhard von Naumburg dem Ritter Albert von Grobitz 2 Pfund Einkünfte pro „custodia castri nostri Sconenberg“. Das Dorf und die Gerichtsbarkeit gehörten dem Besitzer des schriftsässigen Ritterguts Nebra, der wiederum dem sächsischen Amt Freyburg unterstand. Im 16. Jahrhundert war der Ort der Familie von Nißmitz untertänig.
Im Amtserbbuch von 1525 sind für Altenroda 20 besessene Mann verzeichnet.
Als 1815 das sächsische Amt Freyburg an das Königreich Preußen abgetreten werden musste, gelangte Altenroda an den preußischen Regierungsbezirk Merseburg. Im Jahr 1929 hatte das Dorf 554 Einwohner.
Am 1. Juli 1950 wurde die bis dahin eigenständige Gemeinde Wippach eingegliedert.
Seit dem 1. Juli 2009 gehört Altenroda zu Bad Bibra. Der letzte Bürgermeister war Bernd Opel.

## Sehenswürdigkeiten

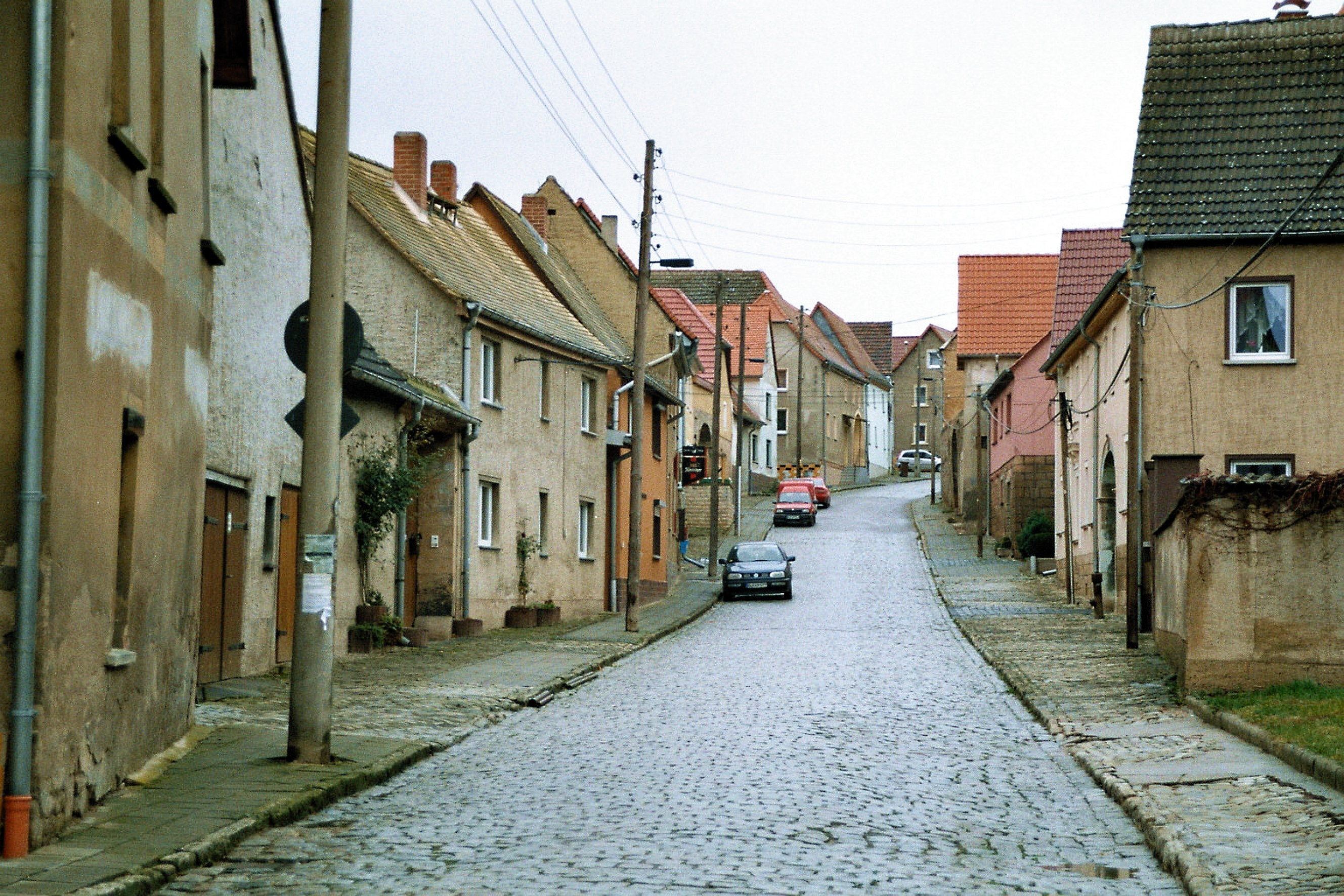
Dorfstraße in Altenroda

Der Ort wurde als gassendorfartige Siedlung angelegt und besteht überwiegend aus mittleren und großen Vierseitengehöften.
Dorfkirche

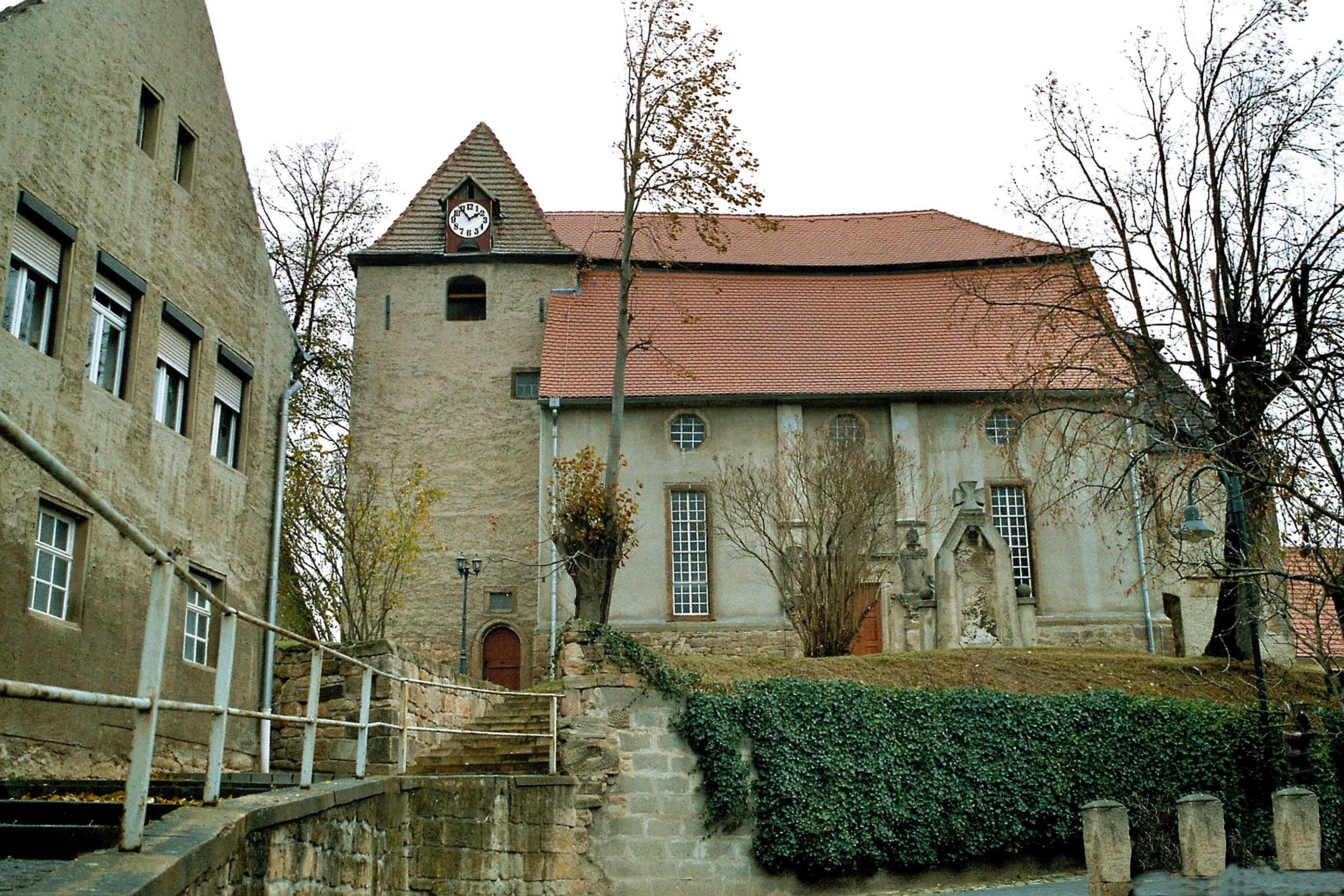
Dorfkirche in Altenroda

Die Kirche ist im Wesentlichen ein Bau des Pfarrers Heinrich Georg Zineke von 1718 und in seiner inneren Anordnung ein lehrreiches Beispiel jener Bestrebungen, welche auf eine Neugestaltung der evangelischen Predigtkirche zielten. Der Pfarrer Zineke scheint einige Kenntnisse im Baufach gehabt zu, haben, denn unter seiner Leitung erstand 1711–12 die Kirche in Groß-Wangen, 1715 die in Wippach und 1718 wurde der hiesige „schwere und gefähr-liche Bau seiner Architektur und Direktion lediglich überlassen, auch nach demselben nicht ohne sein Zureden einmal gefraget werde, biß daß alles vollendet“.
Von einer älteren gotischen Kirche wurden der Chor mit Dreiachtelschluss und zweiteiligen Maßwerkfenstern sowie der quadratische Westturm übernommen, der aber inzwischen bedenklich baufällig geworden ist. Zwischen beide legte Zincke ein Schiff von 10,30 m × 10,75 m an, das äußerlich ganz schlicht gehalten ist. Die Fenster sind zweireihig, unten rechteckig, oben achteckig. Die südliche Tür hat einen durchbrochenen Rundgiebelaufsatz, mit Rosen und einem Wappen derer von Flemming gefüllt, darüber einen leicht vortretenden und gegiebelten Risalit. Über der einfacheren Nordtür eine Schriftplatte mit langem, unleserlich gewordenem Text. Im Inneren ist der alte Chor durch einen den Triumphbogen füllenden Kanzelaltar abgesperrt. Hierbei ist eine recht glückliche Perspektive der Altarnische dadurch gewonnen, dass vier Säulen im Grundriss eines 3/8 Schlusses aufgestellt und durch Architrave verbunden sind. In der Mitte steht darauf der auferstandene Christus vor einer Öffnung mit schwarzem Gehänge, welche wahrscheinlich das Grab vorstellen soll. Zu den Seiten lagern etwas kokette Engel mit Kreuz und Kelch. Die unteren Emporen ruhen auf steinernen Säulen mit ionisierenden Kapitälen und ziehen sich halbrund vor der Orgel zusammen, welche im Turm aufgestellt ist. Die Brüstungen sind in großen Feldern mit dicken Akanthranken stuckiert. Vor der Orgel ist ein schwebender Engel, eventuell der ehemalige Taufengel, befestigt. Die obere Empore ist zurückgesetzt. Das zentrale Raumbild wird geschlossen durch die im Oval abgeeckte Spiegeldecke, die in geometrische Felder geteilt und ebenfalls leicht stuckiert ist.
Der Taufstein ist zopfig mit 4 gerollten Kartuschen und Lorbeerzweigen. Nach der Inschrift auf dem Taufstein handelt es sich um eine Stiftung von Erdmann Neumeister, einem Pastor und Scholarcha in Hamburg. Die Orgel mit Wangen aus Akanthranken ist 1695 von Herold in Apolda gebaut. 2 Messingleuchter mit Knoten und muschligen Schalen sind Stiftungen von Hans Rammelt Scheffer aus dem Jahre 1705. An den Wänden finden sich mehrfache einfache Armleuchter.

## Verkehr
Durch die Orte Altenroda und Wippach führt die Bundesstraße 250. Es existieren Busverbindungen zur Kreisstadt.